# 스트로스 흐름 상수

선대칭인 Stokes 흐름에서 구 주변의 유선(流線). 종단속도일 때 항력 F_{d}는 물체를 움직이게 하는 힘 F_{g} 와 균형을 이룬다.

스톡스 스트림 함수(Stokes stream function)는 선대칭인 비압축성 흐름을 갖는 3차원에서의 유선(流線)과 유속(流速)을 표현하는데 사용된다. 상수값을 갖는 Stokes stream function의 표면은 유관(流管)을 에워싸는데, 이 유관(流管)의 모든 면은 유속벡터와 정접(正接)한다. 더 나아가, 유관(流管) 내부의 체적유량(體積流量)은 상수이고, 이 흐름의 모든 유선(流線)은 유관(流管)의 표면에 위치한다. Stokes stream function과 관련된 속도장(速度場)은 관상(管狀)이다—발산값이 0이다. 이 stream은 George Gabriel Stokes의 이름을 따서 붙여졌다.

## 원통 좌표

원통 좌표에서의 한 점.

원통 좌표계( ρ , φ , z )를 고려했을 때, z–축을 따라서 선대칭인 비압축성 흐름이 존재한다. φ는 방위각, ρ는 z–축으로부터의 거리이다. 유속요소인 uρ와 uz는 다음에 의해 Stokes stream function인 {\displaystyle \Psi }항으로 표시할 수 있다.
{\displaystyle {\begin{aligned}u_{\rho }&=-{\frac {1}{\rho }}\,{\frac {\partial \Psi }{\partial z}},\\u_{z}&=+{\frac {1}{\rho }}\,{\frac {\partial \Psi }{\partial \rho }}.\end{aligned}}}
방위 속도 요소 uφ는 stream function에 의존하지 않는다. 선대칭에 의하여, 모든 세 요소 속도 ( uρ , uφ , uz )는 오직 ρ와 z에만 의존적이고, 방위 φ에 대해선 그렇지 않다.
Stokes stream function의 상수값 ψ에 의해 제한되는 체적유량(體積流量)은 2π ψ와 같다.